# Hermann Verlinde
Herman Louis Verlinde (* 21. ledna 1962) je nizozemský teoretický fyzik a strunový teoretik. Je profesorem na Princetonské univerzitě. Jeho bratrem jednovaječným dvojčetem je Erik Verlinde, který je rovněž teoretickým fyzikem.